# Christopher Teichmann
Christopher Teichmann (* 13. Oktober 1995 in Siegen) ist ein Schweizer Fussballspieler. Er spielt im Mittelfeld und besitzt auch die deutsche Staatsbürgerschaft.
Teichmann wurde im Sommer 2013 für eine Woche zum Probetraining des FC Aarau eingeladen, zu dieser Zeit spielte er für den FC Baden. Nach einer überzeugenden Woche durfte er mit den Profis mit ins Trainingslager in den Schwarzwald. Nach weiteren überzeugenden Leistungen in Testspielen und mehreren Toren und Vorlagen wurde er schliesslich unter Vertrag genommen. Sein erstes Spiel absolvierte er am 13. Juli gegen den FC Basel im St. Jakobspark, die Partie ging 1-3 verloren.